# Lomechusa pubicollis
Lomechusa pubicollis är en skalbaggsart som först beskrevs av Brisout de Barneville 1860.  Lomechusa pubicollis ingår i släktet Lomechusa, och familjen kortvingar. Arten är reproducerande i Sverige.